# River Hawks de l'UMass-Lowell

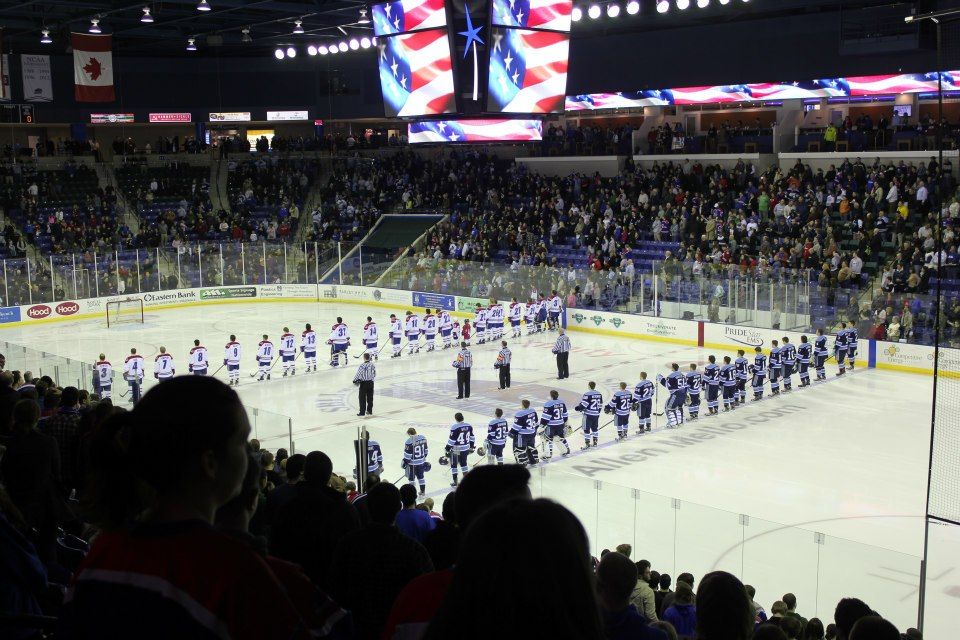
Le Centre Tsongas est une salle omnisports de Lowell utilisée par la section hockey sur glace des River Hawks.

Les River Hawks de l'UMass-Lowell (UMass-Lowell River Hawks) sont un club omnisports universitaire de l'Université du Massachusetts à Lowell, située à Lowell dans le Massachusetts aux États-Unis.
Membres de l’America East Conference pour tous les sports (sauf l’équipe masculine de hockey sur glace, qui participe à Hockey East). UMass Lowell parraine des équipes dans huit sports masculins et neuf sports féminins dans la NCAA. Avant de passer à la Division I (2013 à aujourd’hui), les River Hawks ont participé à la Northeast-10 Conference de la Division II.

## Infrastructures de l'université
| Sport            | Infrastrcture                           | Capacité    |
| ---------------- | --------------------------------------- | ----------- |
| Baseball         | Edward A. LeLacheur Park                | 4 797       |
| Basket-ball      | Costello Athletic Center Tsongas Center | 2 000 6 496 |
| Hockey sur gazon | Cushing Field Complex                   |             |
| Hockey sur glace | Tsongas Center                          | 6 496       |
| Crosse           | Cushing Field Complex                   |             |
| Football         | Cushing Field Complex                   |             |
| Softball         | River View Field                        |             |
| Athlétisme       | Cushing Field Complex                   |             |
| Volley-ball      | Costello Athletic Center                | 2 000       |